# (18912) Kayfurman
(18912) Kayfurman (2000 OM32) – planetoida z pasa głównego asteroid okrążająca Słońce w ciągu 4,72 lat w średniej odległości 2,81 j.a. Odkryta 30 lipca 2000 roku.